# Snohomish
Snohomish is een plaats (city) in de Amerikaanse staat Washington, en valt bestuurlijk gezien onder Snohomish County. De plaats is gesticht in 1859 onder de naam Cadyville, wat een directe verwijzing is naar medestichter Edson F. Cady. In 1871 werd de naam veranderd in Snohomish. Het historische centrum van Snohomisch staat vermeld in het National Register of Historic Places.

## Demografie
Bij de volkstelling in 2000 werd het aantal inwoners vastgesteld op 8494.
In 2006 is het aantal inwoners door het United States Census Bureau geschat op 8841, een stijging van 347 (4.1%).

## Geografie
Volgens het United States Census Bureau beslaat de plaats een oppervlakte van
6,7 km², waarvan 6,5 km² land en 0,2 km² water. Snohomish ligt op ongeveer 112 m boven zeeniveau.

## Plaatsen in de nabije omgeving
De onderstaande figuur toont nabijgelegen plaatsen in een straal van 12 km rond Snohomish.